# Quintus Sextius
Quintus Sextius war ein römischer Philosoph und Gründer einer philosophischen Schule. Er lebte im 1. Jahrhundert v. Chr.

## Leben und Werk
Sextius wird auch Quintus Sextius der Ältere (oder der Vater) genannt, denn er hatte einen gleichnamigen Sohn, mit dem er mitunter verwechselt wird. Nach einer späten Quelle, der spätantiken Chronik des Kirchenvaters Hieronymus, erreichte Sextius seine akmḗ (das als Höhepunkt des Lebens aufgefasste Alter von 40 Jahren) im Jahr 1 n. Chr. Dies kann jedoch nicht zutreffen und beruht wohl auf Verwechslung mit dem Sohn, denn der Vater war schon zur Zeit Caesars erwachsen. Er lehnte ein Angebot Caesars ab, in den Senat einzutreten und eine senatorische Laufbahn einzuschlagen, und zog es vor, sich der Philosophie zu widmen. Seneca gibt als Grund an, Sextius sei sich der Unbeständigkeit politischer Erfolge bewusst gewesen. Auch Plutarch berichtet von dieser Entscheidung und erwähnt überdies, Sextius sei in der Anfangszeit seines Lebens als Philosoph in eine so schwere innere Krise geraten, dass er daran dachte, sich das Leben zu nehmen. Zum Studium begab er sich nach Athen. Später trat er als philosophischer Schriftsteller hervor, wobei er sich der griechischen Sprache bediente. Seneca bezeichnet ihn als einen „scharfsinnigen Mann, der in griechischen Worten, aber nach römischen Sitten philosophiert“. Seine Werke sind nicht erhalten geblieben.
Sextius gründete die philosophische Schule der „Sextier“ (Sextii), die von seinem Sohn fortgesetzt wurde, aber zur Zeit Senecas, wie dieser bedauernd feststellte, bereits erloschen war. Er stand der Stoa nahe und integrierte Gedankengut der Pythagoreer in seine Lehre. Seine sittliche Haltung wirkt stoisch, doch er legte Wert auf die Feststellung, kein Stoiker zu sein. Stoischer Denkweise entspricht sein von Seneca überlieferter Ausspruch, Jupiter, die oberste Gottheit der Römer, vermöge nicht mehr als ein guter Mann. Als Heilmittel gegen den Zorn empfahl er eine Betrachtung des eigenen Spiegelbilds im erzürnten Zustand. Einzelne Elemente seiner Lehre wie die Ablehnung der Fleischkost deuten auf pythagoreischen Einfluss. Zur Schule der Sextier gehörten Sotion, der Lehrer Senecas, Aulus Cornelius Celsus, der Grammatiker Lucius Crassicius und der Redner und Philosoph Papirius Fabianus, den Seneca bewunderte.
Seneca berichtet, dass Quintus Sextius die aus pythagoreischer Tradition stammende Übung der abendlichen Rekapitulation des Tages und Selbstbefragung auszuführen pflegte. Schon Cicero kannte diesen Brauch. Die Fragen, die sich Sextius täglich stellte, lauteten: „Welches deiner (charakterlichen) Übel hast du heute geheilt? Welchem Laster hast du widerstanden? In welcher Hinsicht bist du besser (geworden)?“ Seneca folgte diesem Vorbild, das er dank seinem Lehrer Sotion kannte.

## Identität des Sextius Niger
Plinius und Dioskurides verwendeten eine griechische Schrift Perì hýlēs iatrikḗs („Über die medizinische Materie“), als deren Verfasser ein Sextius Niger genannt wird. Dass die Übereinstimmungen dieser beiden Autoren durch Benutzung einer gemeinsamen Quelle zu erklären sind und dass es sich dabei um das Werk des Sextius Niger handelt, zeigte Max Wellmann 1889 in einer eingehenden Untersuchung. Sextius Niger wird gewöhnlich mit Quintus Sextius – entweder dem Vater oder dem gleichnamigen Sohn – identifiziert, obwohl für keinen der beiden das Cognomen Niger bezeugt ist. Wellmann war überzeugt, dass es sich bei Niger nur um den Sohn handeln könne; diese Annahme hat auch in der späteren Forschung Zustimmung gefunden, gilt aber nicht als gesichert.